# Gideon Baah
Gideon Baah (* 1. Oktober 1991 in Accra) ist ein ehemaliger ghanaischer Fußballspieler.

## Karriere
Baah wurde vom FC Honka ausgeliehen, als er noch 2013 in Ghana bei Asante Kotoko unter Vertrag stand. Nach einem erfolgreichen Jahr beim FC Honka wurde der Ghanaer von HJK Helsinki verpflichtet. Im Jahr 2014 spielte er mit HJK Helsinki in der Europa League, wo er zwei Tore schoss. Er wurde zum besten Linksverteidiger der Europa League in dieser Saison gewählt.

## Erfolge
Asante Kotoko
- Ghanaischer Meister: 2011/12, 2012/13
- Ghanaischer Supercup-Sieger: 2012

HJK Helsinki
- Finnischer Meister: 2014
- Finnischer Pokalsieger: 2014
- Finnischer Ligapokalsieger: 2015

New York Red Bulls II
- Sieger der USL Championship: 2016